# 2 avril
Pour les articles homonymes, voir Deux-Avril.
2 mars 2 mai
Chronologies thématiques
- Croisades
- Ferroviaires
- Sports
- Disney
- Anarchisme
- Catholicisme

Abréviations / Voir aussi
- (° 1852) = né en 1852
- († 1885) = mort en 1885
- a.s. = calendrier julien
- n.s. = calendrier grégorien
- Calendrier
- Calendrier perpétuel
- Liste de calendriers
- Naissances du jour

Le 2 avril est le 92e jour, moins souvent le 93e, de l'année du calendrier grégorien ; il en reste ensuite 273.
Son équivalent était généralement le 13e jour du mois de germinal dans le calendrier républicain / révolutionnaire français, officiellement dénommé jour de la morille (le champignon comestible).

## Événements

### IXesiècle
- 801 : Barcelone se rend à l'armée de Louis le Pieux (illustré ci-après) en soumettant ainsi les terres catalanes à l'empire carolingien.

### XIVesiècle
- 1305 : Le prince Louis, futur Louis X de France, devient roi de Navarre.

### XVIesiècle
- 1513 : Juan Ponce de León découvre la Floride.
- 1559 : signature du traité franco-anglais du Cateau-Cambrésis.

### XVIIIesiècle
- 1792 : vote du Coinage Act of 1792 créant la United States Mint.
- 1794 : début du massacre du château d'Aux, lors de la guerre de Vendée.
- 1800 : la Russie et l'Empire ottoman s'entendent, dans le traité de Constantinople, pour former la « République fédérative des Sept-Îles », nom donné à l'entité regroupant sept îles de la mer Ionienne (anciennement vénitiennes), situées entre la Grèce et l'Italie, que la France s’était attribuées au traité de Campo-Formio en 1797.

### XIXesiècle
- 1801 : bataille de Copenhague.
- 1810 : Napoléon épouse Marie-Louise d'Autriche.
- 1814 : déchéance de Napoléon Ier.
- 1858 : fin de la bataille de Jhansi lors de la révolte des Cipayes.
- 1885 : massacre de Frog Lake lors de la révolte des indiens Cris.

### XXesiècle
- 1939 : les États-Unis établissent des relations diplomatiques avec le nouveau gouvernement espagnol.
- 1947 : le Conseil de sécurité des Nations unies place sous tutelle des États-Unis les îles du Pacifique précédemment sous mandat japonais dans sa résolution no 21.
- 1955 : l'état d'urgence est proclamé en Algérie.
- 1963 : révolte de la marine argentine.
- 1974 : Mort du président en exercice Georges Pompidou.
- 1979 : fuite de bacille du charbon de Sverdlovsk en Union soviétique.
- 1982 : débarquement argentin aux Malouines.
- 1992 :
  - démission de la Première ministre français Édith Cresson, remplacée par Pierre Bérégovoy.
  - le gangster John Gotti est reconnu coupable.
- 1997 : accord d'union entre la Russie et la Biélorussie, dans les domaines culturel, militaire et socio-économique.

### XXIesiècle
- 2004 : la Bulgarie, l'Estonie, la Lettonie, la Lituanie, la Roumanie, la Slovaquie et la Slovénie sont sept nouveaux États à intégrer l'OTAN, en même temps que l'Union européenne pour cinq d'entre eux -les deux autres le faisant en 2007-.
- 2012 : fusillade de l'université d'Oikos.
- 2015 : attaque de l'université de Garissa ci-après.
- 2016 : des combats opposent les armées de l'Arménie et de l'Azerbaïdjan dans le Haut-Karabagh.
- 2017 :
  - des élections législatives se déroulent en Arménie ;
  - une élection présidentielle en Équateur ;
  - Aleksandar Vučić est reconduit chef de l'État lors d'une élection présidentielle en Serbie.
- 2021 : au Mali, les forces tchadiennes de la MINUSMA repoussent une attaque du GSIM contre la ville d'Aguel'hoc[1].
- 2023 :
  - en Andorre, les élections législatives se tiennent afin d'élire les 28 députés du Conseil général de la principauté. Le parti DA remporte le scrutin[2]
  - en Bulgarie, les élections législatives se tiennent de manière anticipée afin d'élire les 240 députés de la 48e législature de l'Assemblée nationale pour un mandat de quatre ans[3].
  - en Finlande, les élections législatives se tiennent afin d'élire les 200 députés de la 39e législature du Parlement. Le parti Parti de la coalition nationale dirigé par Petteri Orpo remporte le scrutin[4].
  - au Monténégro, le second tour de la présidentielle voit la victoire de Jakov Milatović[5]
- 2024 :
  - au Portugal, Luís Montenegro prend la fonction de Premier ministre du pays[6].
  - au Sénégal, investiture de Bassirou Diomaye Faye qui devient le cinquième président du pays[7].

## Arts, culture et religion
- 999 : élection du pape Sylvestre II.
- 1285 : élection du pape Honorius IV (consécration le 20 mai).
- 1800 : création de la Symphonie no 1 de Ludwig van Beethoven.
- 1978 : lancement de la série américaine Dallas aux États-Unis[8].
- 1991 : sortie du deuxième album Mama Said de l’Américain Lenny Kravitz dont le tube It Ain't Over 'til It's Over va lancer la carrière internationale[9].

## Sciences et techniques
- 1958 : Création le 2 avril en France de la première licence de sociologie dans les facultés de lettre.

## Économie et société
- 1863 : création de la Société des bains de mer de Monaco sur ordonnance princière de S.A.S. Charles III le prince des lieux.
- 1908 : premier numéro du journal Les Échos créé par les frères Robert et Émile Schreiber d'abord sous la forme du bulletin mensuel Les Échos de l’Exportation.
- 2009 : sommet du G20 à Londres.
- 2014 : la Haute Cour d'Australie reconnaît l’existence d’un troisième sexe.
- 2015 : 
  - un commando d'Al-Shabbaab tue plus de 140 étudiants dans l'attaque de l'université de Garissa au Kenya.
  - Le navire-usine comptant 132 personnes à son bord Dalni Vostok fait naufrage en mer d'Okhotsk.
- 2021 : à Taïwan, un déraillement ferroviaire survient sur la ligne reliant Taïpei à Taïtung à l'entrée nord du tunnel Qingshui dans la section Heren, dans le canton de Xiulin, dans le comté de Hualien et fait 51 morts et 162 blessés[10].
- 2025 : aux États-Unis, le président Donald Trump instaure de nouveaux droits de douane, qui atteignent des taux inégalés depuis plus d'un siècle[11].

## Naissances

### VIIIesiècle

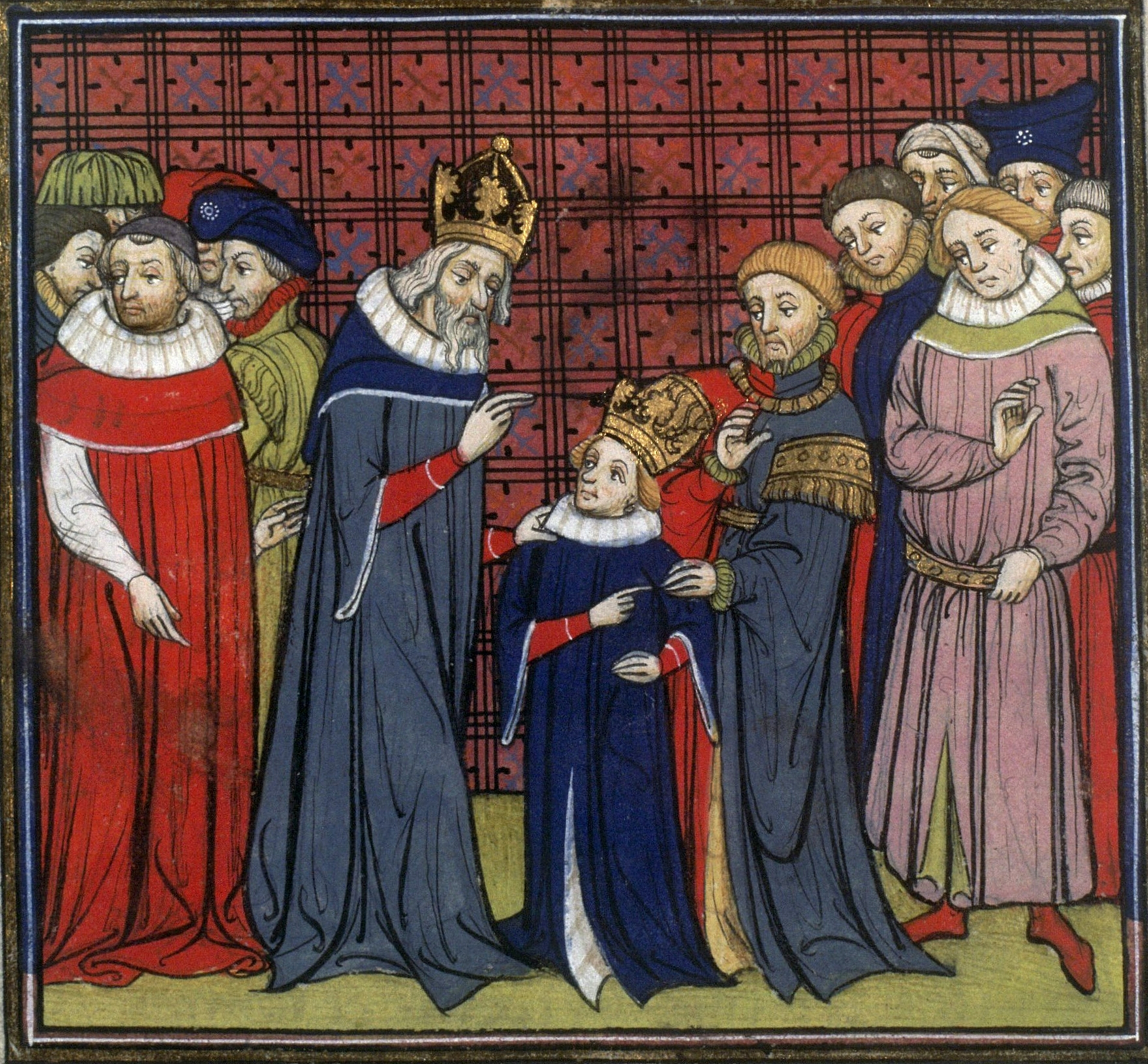
Charlemagne et son fils Louis le Pieux, futur empereur Louis Ier

- Peut-être à cette date de 742, 747 ou 748 : Charlemagne, empereur franc d'Occident de la Noël 800 à sa mort († 28 janvier 814).

### XVIesiècle
- 1545 : Élisabeth de France, première fille du dauphin Henri et de Catherine de Médicis († 3 octobre 1568).
- 1565 : Cornelis de Houtman, commerçant et explorateur néerlandais († août 1599).
- 1586 : Pietro Della Valle, aventurier et explorateur italien († 21 avril 1652).
- 1587 : Virginie Centurione Bracelli, sainte catholique italienne († 15 décembre 1651).

### XVIIesiècle
- 1618 : Francesco Maria Grimaldi, prêtre jésuite, physicien et astronome italien († 28 décembre 1663).
- 1647 : Anna Maria Sibylla Merian, naturaliste et artiste peintre allemande († 13 juillet 1717).

### XVIIIesiècle
- 1725 : Giacomo Casanova, aventurier vénitien († 4 juin 1798).
- 1740 : Armand-Gaston Camus, homme politique français († 2 novembre 1804).
- 1755 : Jean Anthelme Brillat-Savarin, avocat et magistrat de profession, connu surtout comme gastronome et auteur culinaire français († 1er février 1826).
- 1767 : Louis Ange Pitou, contre-révolutionnaire français († 8 mai 1846).
- 1770 : 
  - Marie Étienne de Barbot, général français († 17 février 1839).
  - Alexandre Pétion, militaire haïtien, président de la République d'Haïti, au pouvoir dans le Sud de 1806 à 1818 († 29 mars 1818).
- 1798 : August Heinrich Hoffmann von Fallersleben, poète allemand († 19 janvier 1874).

### XIXesiècle
- 1805 : Hans Christian Andersen, homme de lettres danois († 4 août 1875).
- 1814 : Erastus Brigham Bigelow (en), inventeur et industriel américain († 6 décembre 1879).Émile Zola

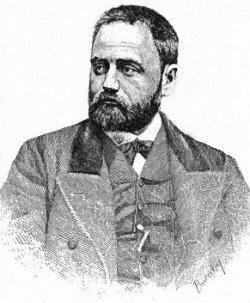
Émile Zola

- 1827 : William Holman Hunt, peintre britannique († 7 septembre 1910).
- 1838 : Léon Gambetta, homme politique et avocat français, président du Conseil de 1881 à 1882 († 31 décembre 1882).
- 1839 : Cecrope Barilli, peintre italien († 23 juin 1911).
- 1840 : Émile Zola, homme de lettres français († 29 septembre 1902).
- 1841 : Clément Ader, ingénieur aéronautique français († 3 mars 1925).
- 1842 : Dominique Savio, saint catholique italien († 9 mars 1857).
- 1873 : Virginia González Polo, femme politique espagnole condamnée pour blasphème († 15 août 1923).
- 1875 : Walter Chrysler, industriel américain, fondateur de la société Chrysler († 18 août 1940).
- 1885 : Aino Forsten, femme politique et éducatrice finlandaise († 27 novembre 1937).
- 1888 : Roger Ducret, escrimeur français, triple champion olympique († 8 janvier 1962).
- 1891 : Max Ernst, peintre et sculpteur français († 1er avril 1976).
- 1892 : Rudolf Bockelmann, baryton allemand († 9 octobre 1958).

### XXesiècle
- 1903 : Lionel Chevrier, homme politique canadien († 8 juillet 1987).
- 1906 : 
  - Alphonse-Marie Parent, prêtre et éducateur québécois († 7 octobre 1970).
  - René Stouvenel, passeur et résistant, responsable des Forces françaises de l'intérieur / FFI de la vallée de la Bruche († 2 juin 1985).
- 1908 : Christian Ludolf « Buddy » Ebsen, Jr., chanteur et acteur américain († 6 juillet 2003).
- 1910 : 
  - Claude Bellanger, journaliste français († 14 mai 1978).
  - Paul Triquet, militaire québécois décoré de la croix de Victoria († 8 août 1980).
  - Francisco Cándido Xavier, médium brésilien († 30 juin 2002).
- 1914 :
  - Alec Guinness, acteur britannique († 5 août 2000).
  - Hans Wegner, designer danois († 26 janvier 2007).
- 1915 : Jean Sauvagnargues, diplomate et homme politique français († 6 août 2002).
- 1917 :
  - Robert William « Dabbs » Greer, acteur américain († 28 avril 2007).
  - Lou Monte (Louis Scaglione dit), chanteur fantaisiste américain († 12 juin 1989).
- 1918 : Jean Kerébel, athlète français, spécialiste du 400 m († 9 mars 2010).
- 1919 : 
  - Gabriel Lisette, homme politique franco-tchadien  († 3 mars 2001).
  - Delfo Cabrera, athlète argentin, champion olympique du marathon († 2 août 1981).
- 1920 :
  - Gerald Bouey (en), économiste canadien, gouverneur de la Banque du Canada de 1973 à 1987 († 6 février 2004).
  - John Randolph « Jack » Webb, acteur et producteur américain († 23 décembre 1982).
- 1921 : France Roche, journaliste française († 14 décembre 2013).
- 1922 : Dino Monduzzi, prélat italien († 13 octobre 2006).
- 1923 : Gloria Henry (Gloria McEniry dite), actrice américaine († 3 avril 2021).
- 1924 : Roberto Francisco « Bobby » Ávila González (en), joueur de baseball professionnel mexicain († 26 octobre 2004).
- 1926 : 
  - John Arthur « Jack » Brabham, pilote de Formule 1 australien († 19 mai 2014).
  - Edgar Hilsenrath, écrivain allemand († 30 décembre 2018).
- 1927 : Ferenc Puskás, footballeur hongrois († 17 novembre 2006).
- 1928 :Serge Gainsbourg

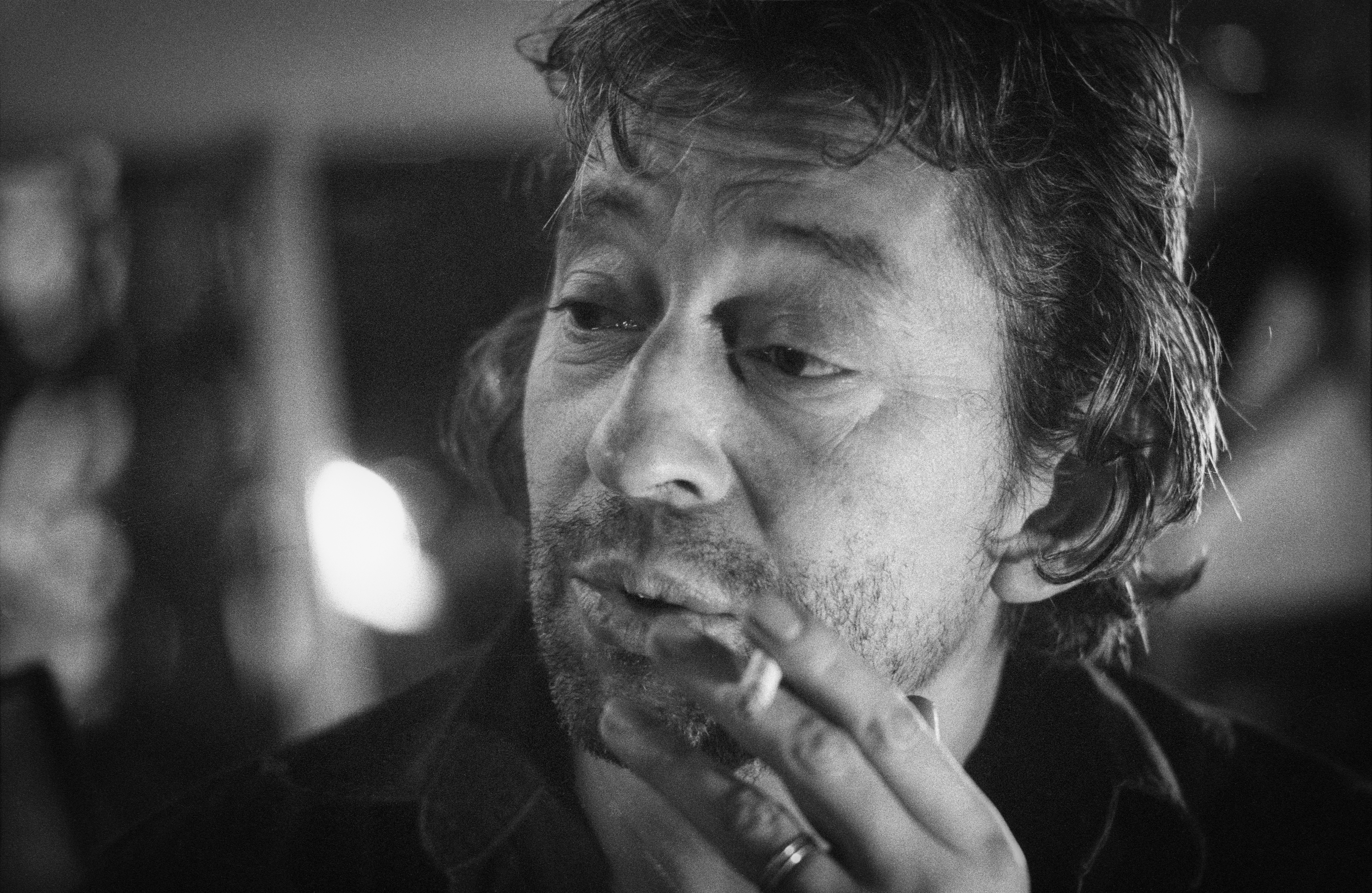
Serge Gainsbourg

  - Joseph Bernardin, prélat américain († 14 novembre 1996).
  - Serge Gainsbourg (Lucien Ginsburg dit), auteur-compositeur-interprète français (en photographie ci-contre, d'avant son † le 2 mars 1991) ;
- 1931 : 
  - Thérèse Dallaire-Laplante, travailleuse sociale canadienne, fondatrice de la première maison d'hébergement pour femmes violentées.
  - Joseph Joffo, écrivain français, auteur notamment d’Un sac de billes († 6 décembre 2018).
- 1932 :
  - Edward Michael Egan, prélat américain († 5 mars 2015).
  - Jean Favier, historien et archiviste français († 12 août 2014).
- 1933 : Georges Nguyen Van Loc, commissaire divisionnaire de police et écrivain français († 7 décembre 2008).
- 1936 : Abdelhamid Brahimi, homme d'État algérien († 15 août 2021).
- 1937 : Richard Raymond « Dick » Radatz, joueur de baseball américain († 16 mars 2005).
- 1938 : Martine Franck, photographe belge († 16 août 2012).
- 1939 :
  - Marvin Gaye (Marvin Pentz Gay Jr. dit), chanteur américain († 1er avril 1984).
  - Lise Thibault, animatrice et femme politique québécoise, 27e lieutenant-gouverneur du Québec de 1997 à 2007.
- 1940 :
  - Mike Hailwood, pilote automobile britannique († 23 mars 1981).
  - Donald Jackson, patineur artistique canadien.
  - Monique Messine, actrice et chanteuse française († 11 juillet 2003).
  - Adrien Zeller, homme politique français († 22 août 2009).
- 1942 :
  - Leon Russell (Claude Russell Bridges dit), chanteur, compositeur et instrumentiste américain († 13 novembre 2016).
  - Roshan Seth, acteur indien.
- 1945 :
  - Guy Fréquelin, coureur automobile français.
  - Linda Hunt (Lydia Susanna Hunter dite), actrice américaine.
  - Carl Reginald « Reggie » Smith (en), joueur de baseball professionnel américain.
  - Donald Howard « Don » Sutton, joueur de baseball américain.
  - Roger Bootle-Wilbraham, homme politique britannique († 31 octobre 2018).
- 1946 : 
  - Sue Townsend, romancière anglaise († 10 avril 2014).
  - Kurt Winter (en), guitariste et compositeur canadien du groupe The Guess Who († 14 décembre 1997).
- 1947 :
  - Emmylou Harris, chanteuse et musicienne américaine.
  - Helia Molina, médecin et femme politique chilienne.
- 1948 :
  - Marie Eykel, actrice québécoise.
  - Jean-Paul Hugot, homme politique français († 14 juillet 2013).
  - Sophie de Menthon, née Turpin, présidente du mouvement patronal ETHIC.
  - Jean Solé, dessinateur de bandes dessinées français.
  - Joseph Fargis, cavalier américain, double champion olympique.
- 1949 : Pamela Reed, actrice américaine.
- 1950 : Mohand Chérif Hannachi, footballeur puis dirigeant sportif algérien († 13 novembre 2020).
- 1951 : Moriteru Ueshiba (植芝守央), doshu de l'aïkido japonais.
- 1952 :
  - Thierry Le Luron, humoriste français († 13 novembre 1986).
  - Leon Wilkeson, musicien américain du groupe Lynyrd Skynyrd († 27 juillet 2001).
- 1953 :
  - Rosemary Bryant Mariner (1953-2019), pilote américaine de la marine américaine.
- 1954 : 
  - Gregory Abbott, chanteur américain.
  - Philippe Esnol, homme politique français.
- 1956 :
  - Marc Caro, réalisateur français.
  - Cathy Stewart (Catherine Greiner dite), actrice pornographique française († 9 août 1994).
- 1957 :
  - Pascal Delannoy, prélat français.
  - Barbara Jordan, joueuse de tennis américaine.
  - Jacques Monclar, basketteur puis entraîneur et consultant à la télévision français.
  - Richard Wagner, avocat québécois, juge à la Cour suprême du Canada.
- 1959 :
  - Juha Kankkunen, pilote de rallye finlandais.
  - Badou Zaki (الزاكي بادو), footballeur puis entraîneur marocain.
  - Brian Goodell, nageur américain, double champion olympique.
  - Gelindo Bordin, marathonien italien, champion olympique.
- 1960 :
  - Linford Christie, athlète de sprint britannique.
  - Pascale Nadeau, journaliste québécoise, chef d’antenne à la Télévision de Radio-Canada.
- 1961 :
  - Christopher Meloni, acteur américain.
  - Marie-Ange Nardi, ancienne speakerine puis animatrice de télévision française.
  - Augustin de Romanet, haut-fonctionnaire et homme d'affaires français.
- 1962 : Pierre Carles, documentariste français.
- 1963 :
  - Pierre Arthapignet, joueur de rugby à XV français.
  - Michael « Mike » Gascoyne, navigateur britannique.
  - Phan Thị Kim Phúc dite parfois Kim Phuc / « La petite fille au napalm », Vietnamienne naturalisée Canadienne célèbre pour avoir été prise en photographie le 8 juin 1972 hurlant de douleur et courant nue après avoir été gravement brûlée dans le dos à la suite d'une attaque au napalm, devenue ambassadrice de l'O.N.U.
  - Paul Wehage, compositeur et saxophoniste américain.
- 1965 : Rodney King, citoyen afro-américain victime de violences policières en 1991 († 17 juin 2012).
- 1966 : Willie Green, joueur américain de football américain.
- 1969 : Javier Sansó, navigateur espagnol.
- 1971 : Todd Woodbridge, joueur de tennis australien.
- 1973 : Åse Idland, biathlète norvégienne.
- 1975 : 
  - Adam Rodriguez, acteur américain.
  - Katrin Rutschow-Stomporowski, rameuse d'aviron allemande, double championne olympique.
- 1977 :
  - Per Elofsson, skieur de fond suédois.
  - Michael Fassbender, acteur germano-irlandais.
- 1979 :
  - Jesse Carmichael, musicien américain du groupe Maroon 5.
  - Sonia Chironi, journaliste de télévision française.
  - Emmanuelle Hermouet, basketteuse française.
  - Frédéric Lecanu, judoka français.
- 1981 :
  - Bethany Joy Lenz, actrice et chanteuse américaine.
- 1982 : David Ferrer, joueur de tennis espagnol.
- 1983 : Deji Akindele, basketteur nigérian.
- 1984 :
  - Nicolas Lapierre, pilote de courses automobile français.
  - Jérémy Morel, footballeur français.
  - Ángel Moyá, footballeur espagnol.
- 1985 :
  - Stéphane Lambiel, patineur artistique suisse.
  - Mohamed Moustaoui (محمد مصطاوي), athlète de demi-fond marocain.
- 1986 :
  - Ibrahim Afellay, footballeur néerlandais.
  - Erlana Larkins, basketteuse américaine.
- 1988 : Jesse Plemons, acteur américain.
- 1989 :
  - Jérémie Azou, rameur français.
  - Fréjus Zerbo, basketteur ivoirien.
- 1990 :
  - Evgenia Kanaeva (Евгения Олеговна Канаева), gymnaste rythmique russe.
  - Miralem Pjanić, footballeur bosnien.
  - Durrell Summers, basketteur américain.
- 1994 : Tyler Blackett, footballeur anglais.
- 1996 : 
  - Mariana Esteves, judokate portugaise et guinéenne.
  - Tinara Moore, joueuse de basket-ball américaine.
  - Ninho (William Nzobazola dit), rappeur français.
  - André Onana, footballeur camerounais.

### XXIesiècle
- 2002 : Emma Myers, actrice américaine.

## Décès

### XIIesiècle
- 1118 : Baudouin Ier de Jérusalem, participant noble boulonnais à la première des huit croisades stricto sensu puis roi de Jérusalem Baudouin Ier  de 1100 à sa mort (° vers 1058 / 1065).

### XIIIesiècle
- 1272 : Richard de Cornouailles, roi des Romains de 1257 à 1272 (° 5 janvier 1209).

### XIVesiècle
- 1305 : Jeanne Ire, reine de Navarre (1274-1305) puis de France (1285-1305), épouse du roi Philippe IV (° 1271).

### XVesiècle
- 1412 : Ruy Gonzáles de Clavijo, écrivain et voyageur espagnol.

### XVIesiècle
- 1502 : Arthur Tudor, prince de Galles, fils du roi Henri VII (° 20 septembre 1486).
- 1507 : François de Paule, saint italien (1416).

### XVIIesiècle
- 1657 : Ferdinand III du Saint-Empire

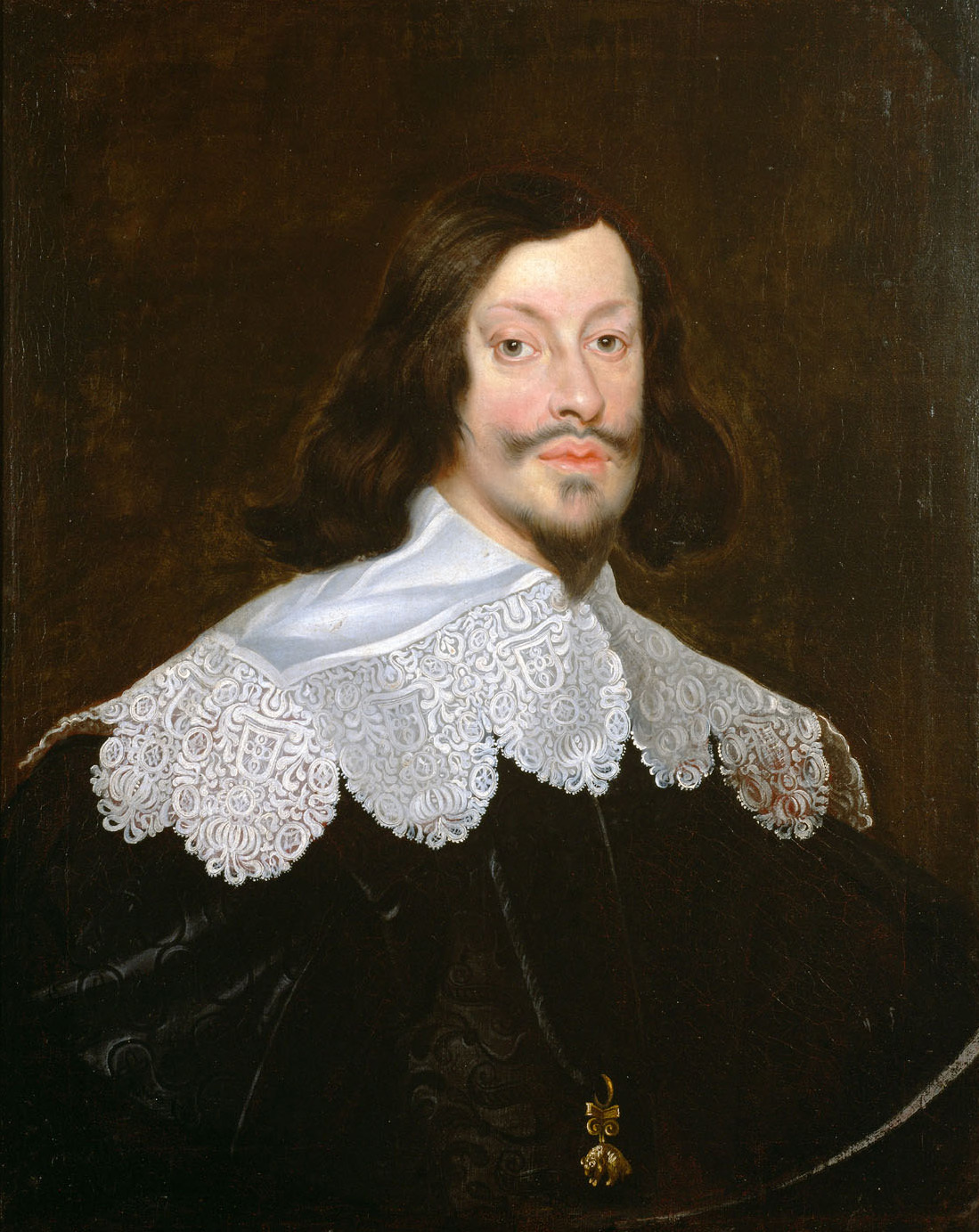
Ferdinand III du Saint-Empire

  - Ferdinand III, empereur romain germanique de 1637 à 1657 (° 13 juillet 1608).
  - Jean-Jacques Olier, prêtre français, fondateur de la Compagnie des prêtres de Saint-Sulpice (° 20 septembre 1608).
- 1662 : Jean Sobiepan Zamoyski, militaire polonais (° 1627).

### XVIIIesiècle
- 1742 : James Douglas, médecin et anatomiste britannique (° 21 mars 1675).
- 1791 : Honoré Gabriel Riqueti, comte de Mirabeau, homme politique français (° 9 mars 1749).

### XIXesiècle
- 1827 : Ludwig Heinrich Bojanus, médecin et naturaliste allemand (° 16 juillet 1776).
- 1864 : Hippolyte Barbier, ecclésiastique, avocat et littérateur français (° 30 août 1808).
- 1872 : Samuel Morse, inventeur américain (° 27 avril 1791).
- 1879 : Emma Leroux de Lincy, artiste peintre française (° 26 février 1807)
- 1893 : Alphonse Voisin-Delacroix, sculpteur et céramiste français (° 9 septembre 1857).

### XXesiècle
- 1910 : Boyd Alexander, militaire britannique (° 16 janvier 1873).
- 1914 : Paul Johann Ludwig von Heyse, écrivain allemand, prix Nobel de littérature 1910 (° 15 mars 1830).
- 1922 : Hermann Rorschach, psychiatre suisse (° 8 novembre 1884).
- 1928 : Theodore William Richards, chimiste américain, prix Nobel de chimie 1914 (° 31 janvier 1868).
- 1930 : Zewditou Ire (ዘውዲቱ), impératrice d'Éthiopie de 1916 à 1930 (° 29 avril 1876).
- 1936 : William Louis Abbott, naturaliste américain (° 23 février 1860).Georges Pompidou en 1973

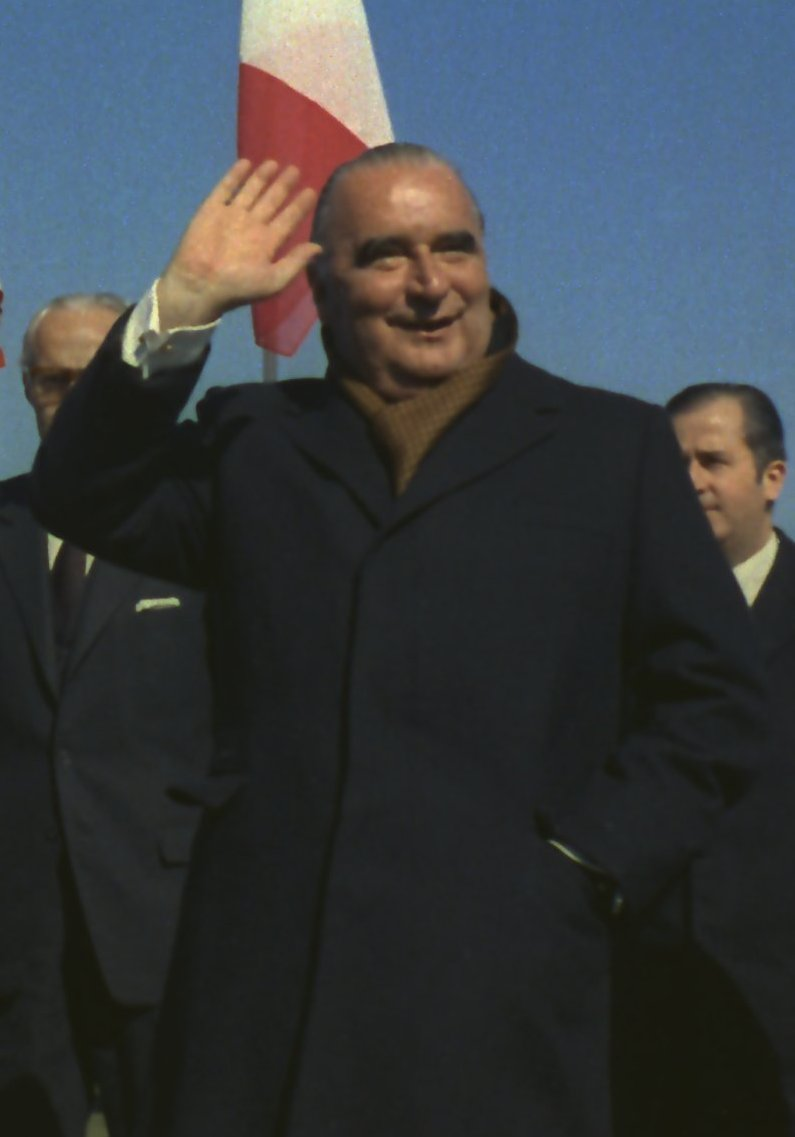
Georges Pompidou en 1973

- 1943 : José Davert, acteur français (° 6 septembre 1866).
- 1966 : Cecil Scott « C. S. » Forester, écrivain britannique (° 27 août 1899).
- 1972 : Gilbert Ray « Gil » Hodges, joueur et gérant de baseball professionnel américain (° 4 avril 1924).
- 1973 : Joseph-Charles Lefèbvre, prélat français (° 15 avril 1892).
- 1974 : Georges Pompidou, haut fonctionnaire et universitaire français, président de la République française de 1969 à 1974, décédé en exercice (° 5 juillet 1911).
- 1976 : 
  - Ray Teal, acteur américain (° 12 janvier 1902).
  - Maurice Dommanget, historien du mouvement ouvrier et syndicaliste français (° 14 janvier 1888).
- 1979 : Jean Lumière, chanteur français (° 20 août 1895).
- 1987 : Bernard « Buddy » Rich, musicien américain (° 30 septembre 1917).
- 1995 :
  - Hannes Alfvén, astrophysicien suédois, prix Nobel de physique 1970 (° 30 mai 1908).
  - Paul Jourdier, militaire français, compagnon de la Libération (° 20 octobre 1907).
- 1998 :
  - Robert « Rob » Pilatus, chanteur germano-américain du groupe Milli Vanilli (° 8 juin 1965).
  - Jackie Sardou (Jacqueline Labbé dite), actrice et humoriste française (° 7 avril 1919).
- 2000 : Tommaso Buscetta, mafieux italien (° 13 juillet 1928).

### XXIesiècle
- 2001 : Charles Daudelin, peintre et sculpteur canadien (° 1er octobre 1920).Jean-Paul II au Brésil en 1997
- 2003 :

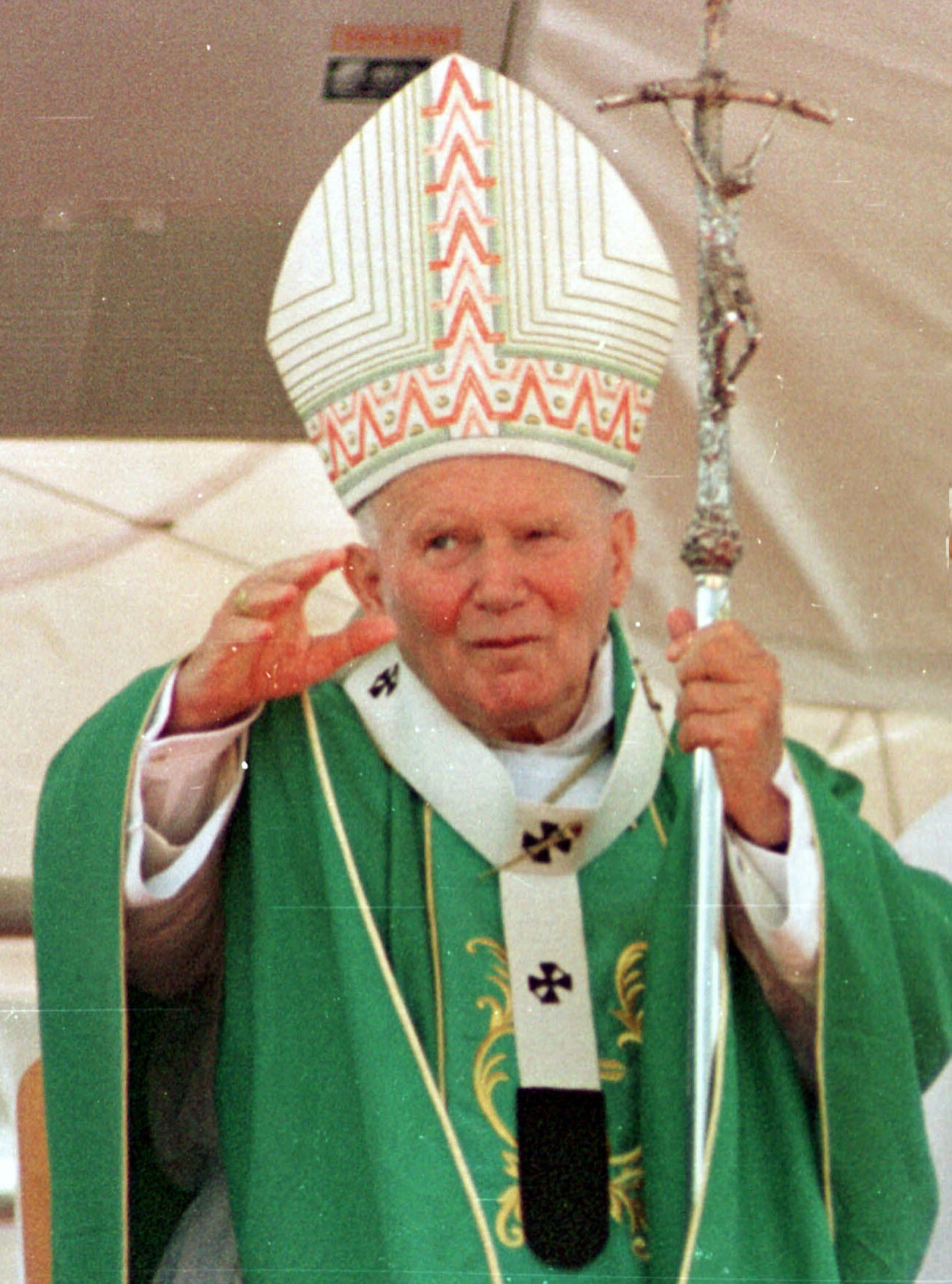
Jean-Paul II au Brésil en 1997

  - Huguette Delavault, mathématicienne française (° 15 janvier 1924).
  - Jean-François Josselin, journaliste français (° 19 janvier 1939).
  - Edwin Starr (Charles Edwin Hatcher dit), chanteur et compositeur américain (° 21 janvier 1942).
- 2005 :
  - Marie-Louise Fischer, femme de lettres allemande (° 28 octobre 1922).
  - Jean-Paul II (Karol Józef Wojtyła dit), 264e pape de 1978 à 2005 (° 18 mai 1920).
  - Jacques Rabemananjara, écrivain et homme politique malgache (° 23 juin 1913).
- 2007 : Tadjou Salou, né le 24 décembre 1974.
- 2008 :
  - Jacques Berthier, acteur et réalisateur français (° 10 février 1916).
  - Jacques Bondon, compositeur français (° 6 décembre 1927).
- 2009 : Albert Sanschagrin, évêque canadien (° 5 août 1911).
- 2010 :
  - Miguel Ángel « Mike » Cuellar Santana, joueur de baseball professionnel cubain (° 8 mai 1937).
  - Chris Kanyon (Christopher Klucsaritis dit), catcheur américain (° 4 janvier 1970).
- 2013 : Fred (Frédéric Othon Théodore Aristidès dit), dessinateur français (° 5 mars 1931).
- 2015 : Manoel de Oliveira, réalisateur de cinéma portugais resté actif même une fois devenu centenaire (° 11 décembre 1908).
- 2018 : Winnie Mandela, femme politique sud-africaine (° 26 septembre 1936)[12].
- 2020 : Jacques Yankel, peintre français devenu quasi-centenaire (° 14 avril 1920).
- 2022 : Leonel Sánchez, footballeur chilien (° 25 avril 1936).
- 2023 :
  - Gilbert Bailliu, footballeur belge (° 4 septembre 1936).
  - Maxime Fomine, correspondant militaire, blogueur russe (° 25 avril 1982).
  - Greg Francis, basketteur canadien (° 4 avril 1974).
  - Butch Miller, catcheur néozélandais (° 21 octobre 1944).
  - Hans Edvard Nørregård-Nielsen, historien de l'art danois (° 2 janvier 1945).
- 2024 : 
  - John Barth, romancier et nouvelliste américain (° 27 mai 1930).
  - Veljko Bulajić, réalisateur yougoslave puis croate (° 22 mars 1928).
  - Maryse Condé, écrivaine et professeure de littérature guadeloupéenne (° 11 février 1934).
  - Edward B. Curtis, mathématicien américain (° 13 mars 1933).
  - Christopher Durang, acteur américain (° 2 janvier 1949).
  - Thérèse Gouin Décarie, psychologue et professeure universitaire canadienne (° 30 septembre 1923).
  - Göran Hagberg, footballeur suédois (° 8 novembre 1947).
  - Dodik Jégou, peintre, céramiste et poètesse française (° 14 mai 1934).
  - Michael Jensen, économiste américain (° 30 novembre 1939).
  - Gerhard Lohfink, théologien allemand (° 29 août 1934).
  - Juan Vicente Pérez Mora, supercentenaire vénézuélien (° 27 mai 1909).
  - John Sinclair, poète et militant politique américain (° 2 octobre 1941).
  - Michael Studer, pianiste suisse (° 12 décembre 1940).
  - Notker Wolf, religieux et musicien allemand (° 21 juin 1940).
- 2025 : 
  - Jean-Marie Finot, architecte et ingénieur naval français (° 29 novembre 1941).
  - Khamtay Siphandone, homme d'État laotien (° 8 février 1924).

## Célébrations

### Internationales
- Journée mondiale de la sensibilisation à l'autisme[13], promulguée par l'Assemblée générale des Nations unies en 2008[14].
- International Children's Book Day (en) / « journée internationale du livre pour enfants » organisée chaque année par l'Union internationale pour les livres de jeunesse à l'occasion de l'anniversaire de la naissance en 1805 de l'auteur danois Hans Christian Andersen évoquée plus haut[15].

### Nationales
- Argentine : Día del Veterano y de los Caídos en la Guerra de Malvinas / « journée des vétérans et des combattants tombés pendant la guerre des Malouines » qui honore la mémoire desdits vétérans et victimes de ladite guerre.
- Iran : Sīzdah be-dar ou Sēzdah ba-dar[réf. nécessaire] / سیزده بدر en persan farsi (litt. « se débarrasser du treizième ») marquant le treizième et dernier jour du mois de Fravashi / Farvadin dans les calendriers zoroastrien et iranien, fin de la période du Norouz / nouvel an iranien, tombant la veille 1er avril en cas d'année bissextile.

### Religieuses
- Bahaïsme : treizième jour du mois de la splendeur / bahá' بهاء dans le calendrier badí‘.
- Islam : début possible du mois lunaire de jeûne diurne du Ramadan, comme en 2022 dans la nuit du 2 au 3 avril jusqu'à début mai.

### Saints chrétiens

#### Saints catholiques et orthodoxes du jour
Saints catholiques et orthodoxes du jour :
- Abundius de Côme († vers 461), 4e évêque de Côme.
- Æbbe la Jeune († 870), nonne et martyre à l'abbaye / prieuré de Coldingham.
- Agneflette († 638) — ou « Noflette » —, fondatrice d'un monastère près de Mamers dans le Haut-Maine de l'ouest français (du Bassin parisien, dans l'actuelle Sarthe départementale).
- Apphien (en) († 306) et son frère Edèse, martyrs sous Maximin II Daïa à Césarée en Asie mineure devenue majoritairement turque.
- Eustache de Luxeuil († 625), disciple de saint Colomban, 2e abbé du monastère de Luxeuil dans l'est français anciennement terre d'Empire.
- Floberde († VIIIe siècle), vierge à Amilly non loin d'Orléans au sud de Paris.
- Léodegaria († IVe siècle), sœur de saint Urbain de Langres, abbesse à Dijon en Bourgogne.
- Longis († 653), abbé et fondateur d'un monastère au Mans (Haut-Maine et Sarthe ci-dessus).
- Nizier de Lyon († 573), évêque de Lyon.
- Polycarpe († 303), martyr à Alexandrie.
- Rufus de Glendalough († IIIe siècle), ermite à Glendalough.
- Théodosie de Tyr († 307), vierge et martyre à Césarée.
- Urbain de Langres († 390), évêque de Langres comme précédemment.
- Victor de Capoue (it) († 554), évêque de Capoue en Italie.

#### Saints et bienheureux catholiques du jour
Saints et bienheureux catholiques du jour :
- Alexandrine de Foligno († 1458), bienheureuse religieuse italienne.
- Diego, Diègue ou Didace-Louis de San Vitores († 1672), bienheureux jésuite espagnol martyr à Guam dans l'Océanie pacifique.
- Dominique Tuoc († 1839), religieux dominicain vietnamien martyr à Xuong Diên au Tonkin (Vietnam actuel).
- Élisabeth Vendramini († 1860), bienheureuse religieuse italienne fondatrice des élisabéthines de saint-François.
- François Coll Guitart († 1875), religieux dominicain espagnol fondateur des dominicaines de l’Annonciation.
- François de Paule († 1507), religieux italien fondateur de l'ordre religieux des minimes.
- Guillaume Apor († 1945), bienheureux évêque hongrois martyr à Győr.
- Jean Payne († 1582), prêtre et martyr à Chelmsford.
- Léopold de Gaiche († 1815), bienheureux prêtre franciscain italien au sanctuaire de saint François (Monteluco) (it).
- Marie de Saint Joseph Alvarado Cardozo († 1967), bienheureuse religieuse vénézuelienne fondatrice des augustines récollettes du Sacré-Cœur de Jésus.
- Nicolas Charnetsky († 1959), bienheureux évêque ukrainien religieux rédemptoriste martyr à Lviv.
- Pierre Calungsod († 1672), catéchiste philippin missionnaire, martyr à Guam comme plus haut.

#### Saints orthodoxes du jour(aux dates parfois"juliennes"/ orientales)
Saints orthodoxes du jour (aux dates parfois "juliennes" / orientales) :
- Georges de Matskvéra (IXe – Xe siècle).
- Grégoire de Nicomédie, († 1240), ascète et thaumaturge dans le golfe de Nicomédie.
- Muse de Rome (VIe siècle) — ou « Musa » —, fillette romaine visionnaire (date orientale).
- Tite le Thaumaturge (VIIIe – IXe siècle), moine dans la région de Constantinople.

### Prénoms du jour
Bonne fête aux Sandrine, dérivé d'Alexandrine, auxdites Alexandrine et autres porteuses de leurs variantes : Alessandrina, Alexandrina, Sandrina, Sandra, Xandrina, Xandra, etc. (voir 22 avril).
Et aussi aux :
- Aoperzh et ses variantes moins bretonnes : Aubert, Ober, Oberon, Obéron, etc.
- Aux Muse et sa variante Musa (etc.?),
- Aux Tite, Titus, voire Tita.

## Traditions et superstitions

### Dictons
- « À la sainte-Théodosie, la rose est la fleur choisie. »[18]
- « Le 1er avril est passé, les imbéciles  sont restés. »[19]
- « Si les quatre premiers jours d’avril sont venteux, il y en aura pour quarante jours. »[20]

### Astrologie
- Signe du zodiaque : 13e jour du signe astrologique du Bélier.